# Zorzines inokoi
Zorzines inokoi är en fjärilsart som beskrevs av Inoue 1982. Zorzines inokoi ingår i släktet Zorzines och familjen nattflyn. Inga underarter finns listade i Catalogue of Life.